# Charivari (volksgericht)
Een charivari was een ritueel in de vorm van een volksgericht, waarbij een individu of een stel dat de sociale gedragsnormen had overtreden werd bespot en bestraft. De precieze invulling kon per geval verschillen, maar vaak werd een optocht gehouden met ketelmuziek, spottende toneelstukjes, spottende liederen en gejoel van omstanders. De ketelmuziek werd gemaakt met muziekinstrumenten, maar ook met allerlei spullen uit de huishouding, de werkplaats of de landbouw zoals ketels en zeisen. Men speelde waarschijnlijk bewust zo vals mogelijk. Het kan gezien worden als naming and shaming avant la lettre.
Dit soort rituelen kwam vanaf de veertiende tot in de twintigste eeuw voor in veel landen van Europa, waaronder Frankrijk, Duitsland, Engeland, Spanje, Italië, België en Nederland. De onderstaande voorbeelden hebben voornamelijk betrekking op de situatie in Frankrijk. Daar vonden charivari's in het algemeen plaats in steden en dan vooral in het milieu van ambachtslieden, winkeliers en kleine klerken, hoewel ze ook in de dorpen op het platteland voorkwamen. Sommige charivari's waren weinig meer dan een soort volksvermaak, een uitlaatklep om eens goed te lachen. Meestal ging het om een tamelijk milde bespotting en werd het slachtoffer daarna weer in de gemeenschap opgenomen. Soms ging men echter net zo lang door tot het slachtoffer zijn biezen pakte. Er werden weleens bezittingen vernield en mensen gemolesteerd en in een enkel geval vielen er zelfs doden.
Na 1750 begonnen in Frankrijk de slachtoffers van deze vorm van sociale controle zich te verzetten. Zij spanden steeds vaker rechtszaken aan tegen de aanstichters ervan. Rond 1810 waren charivari's in de meeste steden verleden tijd, maar op het platteland vonden ze nog tot in de twintigste eeuw plaats.

## Ontstaan
Al in de veertiende eeuw werd er melding gemaakt van charivari's. Wanneer ze precies zijn ontstaan is echter onduidelijk. De theorie dat de charivari's voortgekomen zouden zijn uit voorchristelijke gebruiken wordt tegenwoordig door veel geschiedkundigen als speculatief beschouwd. Er zijn namelijk geen bewijzen voor te vinden. Deze theorie stelde onder ander dat het lawaai van de ketelmuziek diende om kwade geesten te verdrijven en daardoor het bruidspaar te helpen.

## Achtergrond
Charivari's werden vaak georganiseerd door jongeren die optraden als bewakers van de goede zeden. In Frankrijk speelden de jongerenverenigingen een grote rol. In Engeland zijn geen aanwijzingen gevonden voor een grote rol van jongeren bij de charivari's.
De meeste omstanders bij de spot- en bestraffingsrituelen waren zeker geen passieve toeschouwers, maar deden ook echt mee: ze lachten en jouwden, improviseerden satirische grappen, enzovoort. Ze waren allemaal verontwaardigd over iets dat hun slachtoffers hadden misdaan, iets dat niet hoorde. Bijna nooit liet iemand uit het publiek blijken dat hij het er niet mee eens was. Toch kon men op deze manier iemands reputatie breken. Mogelijk hebben zelfs mensen zelfmoord gepleegd nadat ze een charivari hadden gekregen.

## Overtredingen

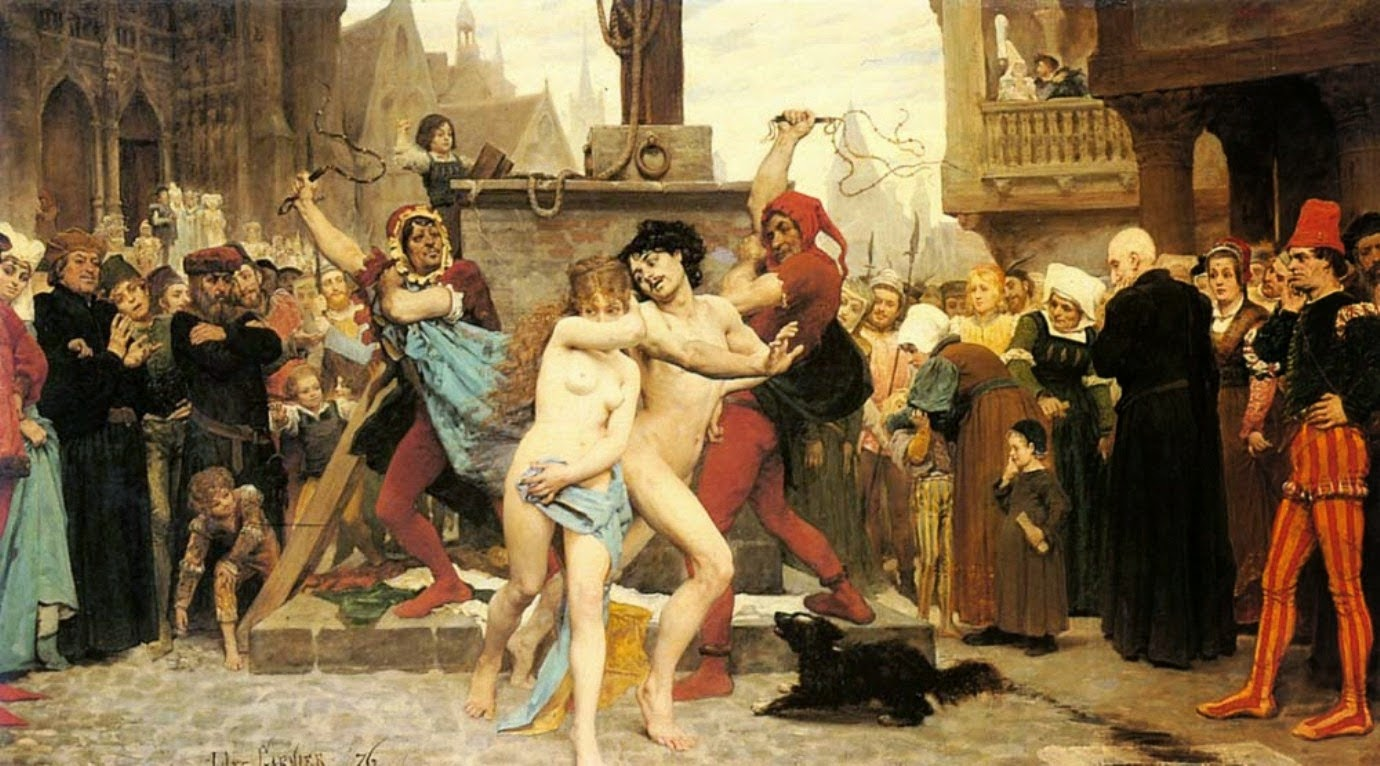
Overspeligen, Jules-Arsène Garnier, 1876

Overtredingen waarvoor men een charivari kon krijgen:
- Overspel door een van de echtelieden.
- Mishandeling binnen het huwelijk, ofwel van de vrouw door de man ofwel andersom.
- Doorlopend ruzie binnen het huwelijk.
- Een van de verloofden verbrak de huwelijksbelofte.
- Een weduwe of weduwnaar wilde hertrouwen. Hiervoor werd in de Romaanse landen een charivari gegeven maar in Engeland en Nederland nauwelijks, behalve in Limburg.
- Er was een groot leeftijdsverschil tussen de man en de vrouw.
- Er was een groot verschil van sociale status tussen de man en de vrouw.
- De vrouw of de man was vóór het huwelijk losbandig geweest.
- Een man had een meisje zwanger gemaakt en haar daarna verlaten.
- Vanaf de negentiende eeuw waren ook homoseksualiteit, incest en ongetrouwd samenwonen een reden om een charivari te geven.
- Sedert het einde van de twintigste eeuw ontstaat vaak een charivari als bekend wordt dat een (veroordeelde of vermeende) kindermisbruiker of een pedofiel in de buurt woont.

## Vormen van charivari's

### Meiboom

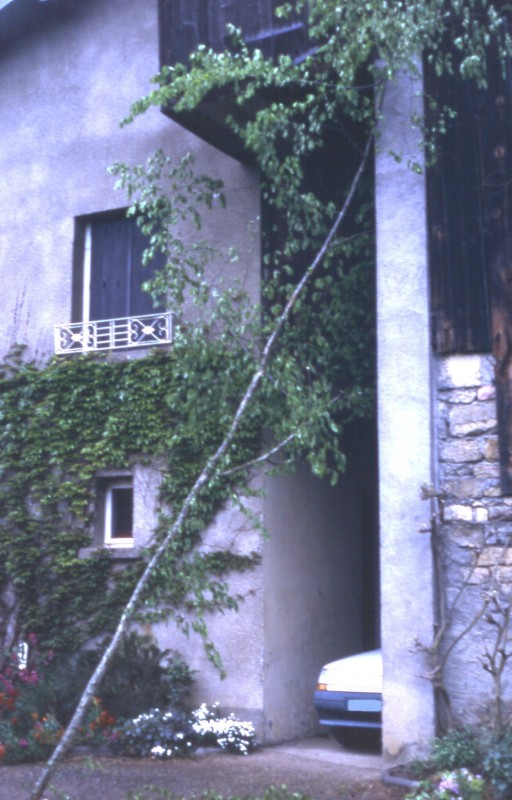
Meiboom tegen gevel

Op zich was de meiboom geen charivari, maar een tamelijk onschuldig ritueel. Jongens in de buurt gaven aan dat ze een meisje huwbaar vonden door in de loop van de nacht van 30 april op 1 mei een boompje tegen de gevel van haar huis te zetten.
Dit ritueel had vaak trekjes van een charivari als het boompje versierd werd. Met deze versieringen wilden de jongens uitdrukken hoe ze over het meisje dachten. De boom bevatte bloemen met doornen als ze het meisje hooghartig vonden en vlier als ze haar losbandig vonden. Stinkende jeneverbessenolie was als belediging bedoeld, net als mest. Soms ontaardde het ritueel van de meiboom echter in een onvervalste charivari. Soms ook werden er fallische poppen voor de huizen van de meisjes neergezet.

### Dwaze maagd van het jaar
Tijdens het carnaval en dan vooral in de zuidelijke streken konden de jongeren ook nog op een andere manier blijk geven van hun afkeur. Zo was er de dwaze maagd van het jaar. Daar werd een meisje voor uitgekozen dat in de fout was gegaan. Vaak was dat een dienstmeisje dat seksueel door haar meester gebruikt werd. Er werd een grote pop gemaakt die dat meisje moest voorstellen.
De mannen hadden 's winters in een afgelegen hut een lied ingestudeerd waarin al haar avontuurtjes werden opgenoemd. Op de zondag voor de carnaval, bij het uitgaan van de kerk, zongen ze dat lied op het kerkplein rondom die pop. Niet alleen een overspelig meisje werd afgekeurd, een meisje kon op deze manier ook kritiek krijgen op haar uiterlijk of taalgebruik, op de manier waarop ze verliefde jongens afwimpelde, op de mate waarin ze vriendelijk was en of ze haar vrienden trouw bleef.
De dwaze maagd kwam alleen in de stad en de grote dorpen in al zijn hevigheid voor. In de kleine dorpen waren de mensen meer en duurzamer met elkaar verbonden, vaak door familiebanden. Een ongetrouwd meisje stond daar niet zo alleen en zonder steun als in de stad. En als haar gedrag al werd afgekeurd dan ging deze afkeuring eerder voorbij.

### Ezelsrit
Bedrogen mannen, overspelige vrouwen en mannen die door hun vrouw werden geslagen of bij haar onder de plak zaten, werden achterstevoren op een ezel gezet en zo door de stad of het dorp gereden.
De ezelsrit als straf bij overspel zou al zijn voorgekomen in de Griekse Oudheid en het Byzantijnse Rijk. In de Middeleeuwen werden prostituees en overspelige vrouwen eerst met honing ingesmeerd en door een hoop veren gerold. Vervolgens werden ze achterstevoren op een ezel rondgereden met een gevlochten mand over hun hoofd.
Al in 1375 was het gebruikelijk dat een man die bij zijn vrouw onder de plak zat of die zich door haar liet slaan, achterstevoren op een ezel werd rondgereden. Ook werd weleens de vrouw die haar man had geslagen achterstevoren op een ezel rondgereden, terwijl haar man de ezel bij de teugel moest leiden. De echtelijke strijd moest eerst bij iedereen bekend zijn, als iedereen het al wist, dan hoefde men er niet meer over te zwijgen.
In de zestiende eeuw werd de ezelsrit vaak georganiseerd door de jongerenverenigingen. Tot circa 1790 waren er hoorndragershoven (een hoorndrager was een man die door zijn vrouw bedrogen was), ezelgenootschappen, en carnivore tribunalen die dit soort rituelen uitvoerden.
Als in de achttiende eeuw in Frankrijk een hoerenmadam was aangegeven, werd zij achterstevoren op een ezel rondgereden. Als zij een echtgenoot had, moest die erachteraan rijden. De hoeren zelf werden vaak op grond van een gerechtelijk bevel in het openbaar kaal geschoren en gevangengezet. Soms werden ze daarna met geweld op een schip naar de Amerikaanse koloniën gezet. Soms werd ook het dak van hun huis gesloopt, werden ramen en deuren ingetrapt, hun karren gesloopt, hun waterput verpest, ze werden in het water gegooid enzovoort.

### Trouwen en ketelmuziek
Als een stel wilde trouwen en de jongeren waren het er niet mee eens, dan werd het aanstaande paar onthaald op een charivari. Ze kregen ketelmuziek onder hun raam: serenades met toutoures (aardewerken toeters), bellen, trommels, ketels en boegeroep. Vaak liep het hele dorp of de hele stadswijk uit om te kijken naar zo'n spektakel en vaak deden de toeschouwers ook mee. Vrijwel niemand protesteerde ertegen. De jongeren vonden diverse verbintenissen onfatsoenlijk:
- Als een weduwe trouwde met een vrijgezel of als een weduwnaar trouwde met een nog nooit getrouwde vrouw. De weduwnaar wàs al getrouwd geweest en nu wilde hij nòg een vrouw. Terwijl veel jongeren moeite hadden om een vrouw te vinden.
- Als de jongeren het leeftijdsverschil tussen de toekomstige echtelieden te groot vonden.
- Als ze het verschil in sociale status te groot vonden.
- Als de partner een vreemdeling was: en men was al een vreemdeling als men uit een nabijgelegen dorp of wijk kwam (waarmee men in onmin leefde).

### Charivari's door vrouwen
Normaal oefenden vrouwen wel veel sociale controle uit, maar gingen ze niet verder dan hun bevindingen aan de grote klok te hangen. Dat vrouwen zelf een charivari begonnen, was vrij zeldzaam en gebeurde waarschijnlijk alleen in die streken waar vrouwen in economisch en cultureel opzicht relatief onafhankelijk waren.
In Frankrijk hielden vrouwen, daarbij vaak geholpen door kinderen, voornamelijk in de maand mei charivari’s tegen mannen die hun vrouw mishandelden en tegen bedrogen of overspelige mannen en vrouwen. Ze zetten hoornen op hun deuren en schreven beledigende teksten op de muren. Ze gingen bijvoorbeeld te keer tegen een kantoorbediende die de verloofde van een ander zwanger had gemaakt, of tegen de jonge echtgenote van een oude man die de ene minnaar na de andere had.
Ook in de negentiende eeuw kwamen door vrouwen georganiseerde charivari's nog voor.

### Begrafenis
Al vanaf de Middeleeuwen probeerde de kerk controle te krijgen over de dodenwake, het uiten van rouwklachten en de maaltijd na de begrafenis. Het publiek zocht echter altijd naar mogelijkheden om zich te uiten. Zo werden er, door daarin gespecialiseerde vrouwen, weleens grafredes afgestoken die meer op een postuum proces tegen de overledene leken. Er zijn mondelinge getuigenissen overgeleverd over uitbarstingen van volkswoede tijdens de dodenwake of rouwstoet, waarbij de dode (waarschijnlijk een buitenstaander) postuum werd verstoten uit de gemeenschap.

### Ruziezoekers

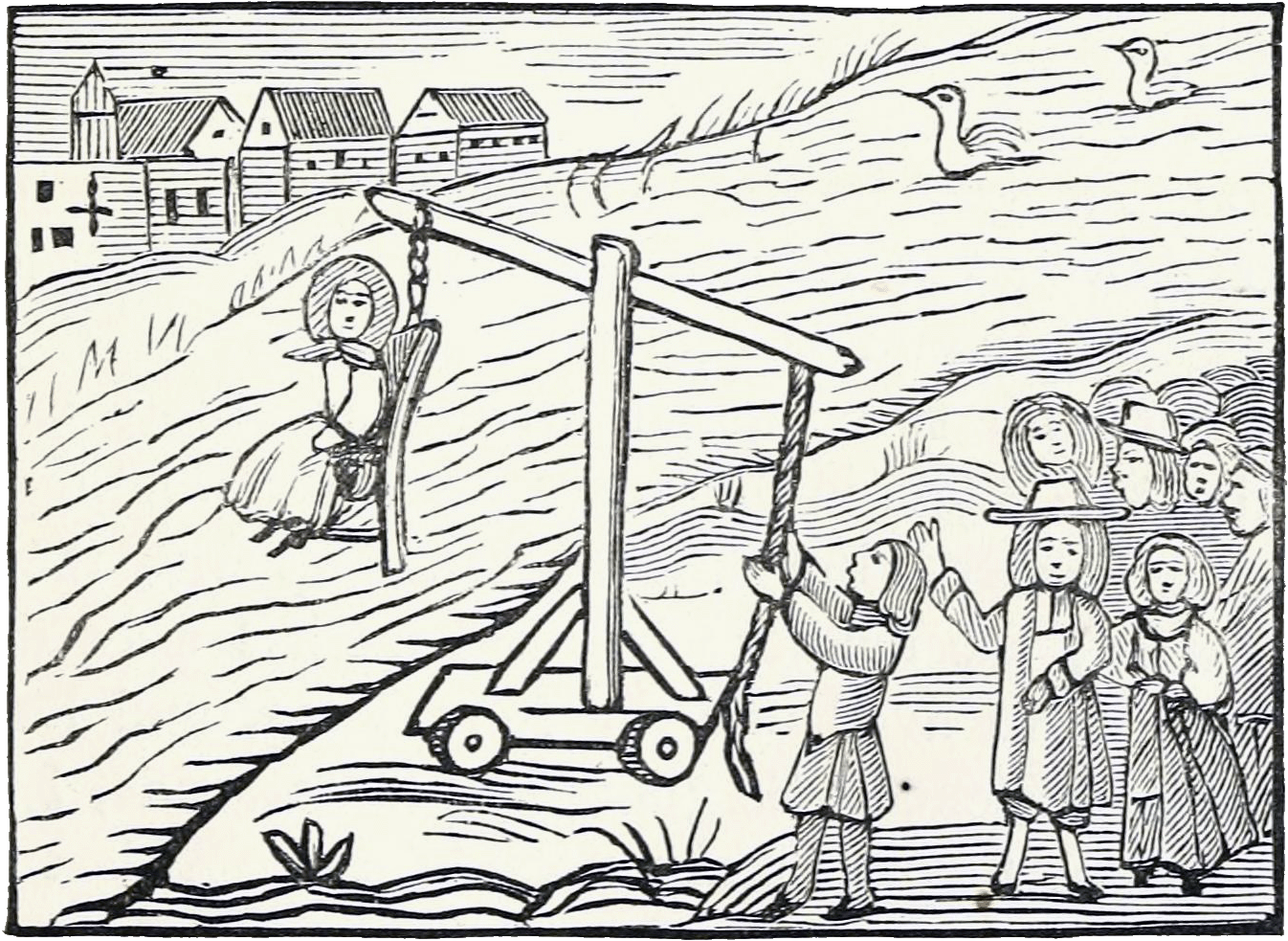
Dompelstoel voor kijvende vrouwen, zeventiende eeuw

Ook een ruziezoeker kreeg weleens een spotritueel. In Engeland werden kijvende vrouwen vastgebonden op een stoel die aan een hefboom bevestigd was, waarna men ze kopje onder in de rivier liet zakken.

### Afkoopsom
Overigens kregen niet alle toeschietelijke meisjes een stinkende meiboom voor hun huis, noch kregen alle mannen die bij hun vrouw onder de plak zaten een ezelsrit. Ook kregen niet alle stellen die hertrouwden een charivari. Zeker in de achttiende eeuw kwam een afvaardiging van de jongeren eerst eens praten en dan vertelden ze wat ze van plan waren. Deze gesprekken zullen vaak tamelijk intimiderend zijn geweest. Als het paar heel beleefd bleef, hun een drankje gaf en geld bood, dan maakten de jongeren het concert minder lang en minder hard en deden er minder mensen aan mee. Maar als het paar kwaad werd en de jongeren zonder geld de deur uit joeg, werd het concert op volle kracht gegeven. De jongeren lieten de rijken meer betalen dan de armen en ook als iemand met een vreemde trouwde, wilden ze meer geld.
De meeste mensen betaalden wel, want iedereen was bang voor de charivari's. De jongeren hadden er geen moeite mee om hun verhalen aan te dikken of zelfs gewoon uit hun duim te zuigen. Tot circa 1750 was het zo dat als hun slachtoffers naar de rechter gingen deze wel de hoogte van de afkoopsom ter discussie wilde stellen, maar zeker niet de rechtmatigheid van de charivari's.

### Vermeende kindermisbruikers
Eind twintigste eeuw maakt in Nederland en daarbuiten de charivari een bescheiden comeback wanneer deze plaatsvindt tegen veroordeelde of vermeende kindermisbruikers. Dit uit zich door middel van intimidatie, lawaai maken bij de woning, demonstraties bij de woning waarbij spandoeken worden opgehouden en leuzen geschreeuwd, vernielingen zoals het ingooien van de ramen of graffiti op de muren, of het besmeuren van eigendommen met bijvoorbeeld modder of ontlasting. Dit kan eventueel extra kracht worden bijgezet via naming and shaming op internet, of de persoongegevens te publiceren (doxing). Anderzijds kan ook naming and shaming op internet de trigger vormen tot een charivari tegen een vermeende kindermisbruiker. Doel is druk uitoefenen op de persoon, eventueel de verhuurder of woningbouwvereniging en de burgemeester, zodat de persoon de woonplaats verlaat of uitgezet wordt.  

## Bekende voorbeelden van charivari's

### Een voorbeeld uit 1717
Een winkelier vond 's ochtends op 1 mei de karkassen van beesten op de straat voor zijn winkel terwijl aan de gevel runderhorens waren vastgemaakt, dit in plaats van een meiboom. De hele straat was kwaad over deze stinkende smeerboel. Het was waarschijnlijk de wraak van vijf of zes jongens uit dezelfde wijk en uit hetzelfde milieu die kwaad waren op de dochter van de winkelier. De reden hiervan is niet meer te achterhalen. De jongens hadden de karkassen opgehaald van de vuilstortplaats van de vilders, net buiten de muren van de stad. Dit soort dingen werd meestal helemaal niet heimelijk gedaan; de jongens zongen er liederen bij waarbij ze het een of andere schandaal aan de kaak stelden.

### Een voorbeeld uit 1745
Een leerlooier, een weduwnaar van 64, wilde hertrouwen met een vrouw van 44. Hij had de jongeren die kwamen praten over het charivari zijn huis uitgejaagd zonder ze geld te geven. Op de dag van zijn huwelijk stroomden 117 jongeren samen. Heel de stad was uitgelopen om van dit schouwspel te genieten en het paar uit te jouwen. Het stel wilde in een huwelijksstoet met paarden en karren naar het dorp van de vrouw rijden maar de jongeren hadden barricades op de weg gelegd. Het stel had nog geprobeerd om een omweg te nemen om zo de barricades te omzeilen, maar ook daar werden ze opgewacht. De jongeren sprongen met zijn twaalven achter op de kar waar het paar in zat zodat deze achterover ging hellen. Ze sloopten de wielen van de kar, scholden de echtgenoot uit en gooiden met modder naar de ruiters. De plaatselijke rechter haalde persoonlijk de barricades weg, daarbij geholpen door zijn herders zodat de stoet weer verder kon.
Ook tussen de dorpen was de weg versperd met karren en de herders wachtten het stel op met bellen. Toen ze uiteindelijk in het dorp aankwamen, werden ze met boe-geroep begroet. Er stonden grafstenen met brandende kaarsen. De armen van de echtgenoot werden vastgebonden. Sommige soldaten kregen er genoeg van en schoten met hun geweren op de aanstichters van deze charivari, maar het volk greep die soldaten en zette ze gevangen.

### Een voorbeeld uit 1762
Een vrouw liep een café binnen waar haar man met een stel andere mannen zat te kaarten. Ze wilde hem mee naar huis nemen en kwam met de smoes dat er thuis iemand op hem zat te wachten. Toen de man niet meeging, viel de vrouw de mannen aan, scheurde de kaarten kapot en sleurde haar man mee naar buiten. Omdat de man zich niet weerde, dreigden de anderen dat ze hem op een ezel zouden zetten.
Twee dagen later riep de stadsomroeper overal in het dorp om, dat aanstaande zondag de ezel zou rijden voor de betreffende man. Iedereen werd uitgenodigd om naar dit spektakel te komen kijken. Voorop liepen trommelaars en daarachter reed een vuilniskar met daarop een koor van jongens die in rijm hun commentaar gaven. Daarachter twee jongens die zich verkleed hadden. Eentje speelde de vrouw en zat op een ezel en de ander speelde de man en zat op een paard.
De groep stopte en de voorstelling begon. De vrouw trok de man bij zijn haren over haar ezel en roste hem af met haar spinrokken. Daarna reed de hele groep een stukje verder waar ze de tweede episode speelden. De man en een paar andere jongens zaten te kaarten op de rug van de ezel. En daar kwam de vrouw, sloeg de mannen met haar spinrokken en verscheurde de kaarten. Daarna trok de stoet een stuk verder en herhaalde men het spel. Dit ging door tot middernacht. Waarschijnlijk hadden de slachtoffers deze bestraffing minder lang en intens kunnen maken door de jongelui van tevoren geld te geven.

## Autoriteiten

### Kerk
De kerk zei dat ze het niet eens was met de charivari's die werden gegeven vanwege een tweede huwelijk. Het tweede huwelijk was volgens het concilie van Compiègne in 1330 net zo heilig als het eerste. Maar het kerkelijke gebruik om tweede huwelijken te ontmoedigen was veel ouder.
- In een groot aantal bisdommen werd een tweede huwelijk nooit ingezegend.
- Als de kerk een tweede huwelijk al inzegende, dan zonder enige plechtigheid.
- De kerk verbood dat je trouwde met iemand die familie was tot de vierde-graad[7] en als je wilde hertrouwen, mocht je dat niet alleen niet met je eigen familie tot in de vierde graad, maar ook niet met de familie van je overleden huwelijkspartner tot in de vierde graad. Je mocht van de kerk dus niet trouwen met de zus of de nicht van je overleden vrouw.

De kerk protesteerde dus wel tegen de charivari's die werden gegeven vanwege een tweede huwelijk, maar werkte tweede huwelijken zelf meestal ook tegen.

### Wereldlijk gezag
In de veertiende en vijftiende eeuw veroordeelden de politie en de rechtbanken nooit de bestraffingsrituelen op zichzelf, ze kwamen pas in het geweer als er relletjes waren uitgebroken of als er een dode gevallen was.
Al in 1538 verbood het parlement van Toulouse de charivari's. Na 1640 werden de huwelijkscharivari's in veel grote steden verboden, net als alle andere nachtelijke bijeenkomsten en het zingen van onfatsoenlijke liederen. Het ging de wereldlijke autoriteiten echter alleen maar om de openbare orde, niet om de bestraffingsrituelen zelf. Die zouden pas na 1740 soms worden veroordeeld. Over de rituelen van de domme maagd en de ezelsrit zwegen de wereldlijke autoriteiten, hoewel die vaak nog wreder waren dan de huwelijkscharivari's.
De ezelsrit werd niet alleen door de jongeren opgelegd maar ook weleens door de wereldlijke autoriteiten. In Engeland liet de rechter tussen 1485-1807 mannen die zich door hun vrouw lieten slaan, in vrouwenkleren achterstevoren op een paard zetten en onder begeleiding van ketelmuziek door de stad voeren. In 1593 werd de ezelsrit door een Franse baljuw opgelegd.

### Alle geheimen op straat
De pastoor kende al alle geheimen van de mensen die bij hem kwamen biechten, maar na 1770 kropen ook de jongeren steeds dieper in het verborgen leven van de mensen. Dit ging door tot in de negentiende eeuw en dit verschijnsel vond ook in Duitsland plaats. De sociale controle op onzedelijkheid, overspel en verboden liefdesverhoudingen werd uitgebreid met de controle op: homoseksualiteit, incest, ongetrouwd samenwonen en polygamie en na 1870 ook nog op sodomie. Een pastoor nam weleens een stel in bescherming tegen een dreigende charivari door hen in het geheim in de echt te verbinden.
In de Franse en Duitse dorpen werden de dragers van de wereldlijke en geestelijk macht na 1770 scherp in de gaten gehouden wat betreft hun seksuele gedrag. Er werd een nieuw spotritueel uitgevonden dat (omdat het nieuw was) nog niet verboden was. 's Nachts hingen de jongeren in het geheim slingers van bijvoorbeeld klimop tussen de deuren van de gezagsdrager of de geestelijke en zijn verboden liefde, zodat iedereen kon zien met wie hij het deed. In de loop van de achttiende eeuw werden pastoors vaak bij het bisdom aangeklaagd wegens seksueel misbruik.

## Strafrecht
- Al in 1610 werden in Bordeaux de aanstichters van een ezelsrit door een rechter veroordeeld.
- In 1655 veroordeelden de schepenen van Bayonne de aanstichters van een ezelsrit.
- Obscene en beledigende liederen werden vanaf 1650 steeds vaker door de rechters veroordeeld, die de charivari's begonnen te zien als verboden nachtelijke bijeenkomsten, een vorm afpersing, onruststokerij door het verspreiden van schotschriften enzovoort. Het lijkt echter waarschijnlijk dat deze veroordelingen eerder te maken hadden met het feit dat de openbare orde verstoord dreigde te worden dan met het feit dat de rechters het principe van de charivari's afwezen.

Rond 1700 waren onder invloed van het opkomende gedachtegoed van de Verlichting de brandstapels voor de heksen al in onbruik geraakt. Ook de huwelijkscharivari's riepen steeds meer weerstand op. Mensen begonnen in de achttiende eeuw steeds meer te vinden dat zij zelf mochten uitmaken met wie zij wilden trouwen. De rechtbanken begonnen vanaf circa 1740 de charivari's niet meer alleen te veroordelen als de openbare orde verstoord was, zij begonnen het hele principe af te wijzen dat de jeugd het recht had om sociale controle uit te oefenen op huwelijksverbintenissen. Steeds meer slachtoffers van een charivari dienden een klacht in bij het gerecht en soms diende de politie een klacht in.
Tegelijkertijd wilden veel slachtoffers de jongeren ook niet meer betalen om een charivari milder te maken, ook al hadden ze geld genoeg. Ook weigerden steeds meer mensen geld te geven voor de muziek bij de bestraffingsrituelen. Soms speelden muzikanten de muziek tijdens zo'n ritueel. Zij moesten betaald worden en daar zamelden de jongeren dan geld voor in.
Maar ondanks het feit dat het strafrechtelijk systeem langzaamaan het principe van de charivari's ging afkeuren en steeds meer mensen genoeg kregen van de charivari's, verdwenen deze niet. Integendeel, de jongeren lieten zich niet zomaar uit hun rol als zedenpolitie zetten. Omdat steeds minder mensen de afkoopsom wilden betalen, namen de jongeren steeds meer wraak en vanaf circa 1770 liepen de charivari's steeds verder uit de hand. Ze waren er het hele jaar door en tijdens de carnaval nog wat vaker.
In eerste instantie, tussen 1740-1810, durfden alleen mensen die de nieuwe wetten goed kenden (zoals ambtenaren) de jongeren voor de rechter te dagen.
De charivari's waren een soort toneelstukjes die de aan de kaak gestelde overtredingen uitbeeldden. In de achttiende eeuw ging het strafrecht onder invloed van de Verlichting wat abstractere straffen opleggen. Dat vond zijn beslag in de Code Pénal van 1810 (de Franse tegenhanger van het Wetboek van Strafrecht) die zich over heel Europa zou verspreiden. Hierna zouden de charivari's langzamerhand in onbruik raken, het eerst in de grote steden. De rechters die ermee te maken kregen begonnen ze krachtiger dan voorheen als onwettig te veroordelen. Het moest daarna echter nog doordringen tot de lagere overheden en de consuls (dorpspolitiechefs) van de dorpen.

## Charivari's in Nederland
Charivari's vonden in Nederland voornamelijk op het platteland plaats, terwijl ze in Frankrijk voornamelijk in de steden plaatsvonden.
Veel vaker dan in Frankrijk vonden charivari's in Nederland ook plaats uit onvrede over beslissingen van de autoriteiten. Dit soort politieke charivari's betwistten nooit het gezag van de overheid op zich, maar waren bedoeld om machtsmisbruik door de overheid aan de kaak te stellen. Het hoogtepunt van de politieke charivari's lag tussen 1820 en 1850.
- Vaak waren de tiendheffingen (een feodale vorm van belastingen) een steen des aanstoots voor de boeren. Deze tiendheffingen werden per opbod verkocht: de meestbiedende mocht ze gaan heffen.
- De invoering van de dienstplicht leidde tot veel politieke charivari's.
- Ook (te) strenge autoriteiten die bijvoorbeeld het quanselbier of de dodenmaaltijd probeerden te verbieden, konden een politieke charivari over zichzelf afroepen.

Soms speelden de godsdiensttwisten tussen katholieken en protestanten een rol op de achtergrond. In protestantse streken werden overigens naar verhouding net zoveel charivari's gegeven als in katholieke. Politieke en godsdienstige charivari's konden weken en weleens maanden duren. De overige charivari's duurden zelden langer dan een dag. Vaak was het slachtoffer al langere tijd niet geliefd in de gemeenschap omdat hij afwijkend sociaal gedrag vertoonde of de wederzijdse burenverplichtingen niet nakwam. Soms kwam een charivari ook voort uit reeds lang sluimerende burenruzies en een enkele keer was het zelfs de bedoeling van familie en buren om zich meester te maken van geld en goederen van het slachtoffer.
Charivari’s in Nederland (en overigens in heel Noordwest-Europa) lijken vaak gewelddadiger te zijn geweest dan die in Frankrijk en de mediterrane landen. Maar dit is mogelijk een vertekend beeld dat is ontstaan doordat veel bronnen verloren zijn gegaan en/of bepaalde charivari's vaker schriftelijk werden vastgelegd dan andere. De overheid greep tot circa 1850 feitelijk alleen in als er doden vielen of een politieke charivari haar gezag ondermijnde. Daarna greep ze steeds vaker in, zij het meestal op een milde manier.
Net als in Frankrijk kon men ook in Nederland een charivari vaak gedeeltelijk afkopen: door geld of drank aan de aanstichters ervan te geven bleef de ketelmuziek achterwege, werd er wat minder geschreeuwd en duurde het charivari minder lang.

### Noord-Brabant
In Noord-Brabant kwamen verschillende vormen van charivari voor. In de ploeg spannen, beerjagen en tafelen waren volksgebruiken die mogelijk al voor 1600 bestonden en in 1934 in Noord-Brabant nog volop voorkwamen.

### In de ploeg spannen
Deze charivari werd gegeven aan een man die zijn vrouw sloeg. Hij werd meestal door vrouwen uitgedeeld, hoewel er ook vaak jongens en volwassen mannen aan deelnamen al was het maar omdat het mannelijke slachtoffer alleen door een stel sterke mannen in de ploeg gespannen kon worden. Overigens werd er ook weleens een vrouw in de ploeg gespannen, als ze haar man sloeg of onder de duim hield. Het 'in de ploeg spannen' zou weleens voortgekomen kunnen zijn uit voorchristelijke vruchtbaarheidsrituelen net als ploegfeesten zoals het Engelse Plough Monday op Koppermaandag.
De volgorde van de gebeurtenissen was:
1. Men blies op een hoorn en/of trommelde. Dit was het startsein voor het charivari en iedereen verzamelde zich.
2. De deelnemers gingen met veel lawaai en ketelmuziek naar het huis van de vrouwenmishandelaar, trokken hem aan zijn haren en kleren uit zijn huis, en spanden hem voor een ploeg.
3. Hij moest onder helse ketelmuziek en veel stokslagen net zo lang een stuk van de straat of van zijn hof omploegen tot hij erbij neerviel, tot hij smeekte om op te mogen houden en plechtig beloofde zijn leven te beteren. Dit gebruik kwam ook in Gelderland voor.

### Beerjagen
Deze charivari werd gegeven aan een man of vrouw die overspel had gepleegd, of aan een overspelig stel. De eerste beschrijving van dit gebruik stamt uit 1656. Dit gebruik kwam ook voor in Vlaanderen, Limburg, de Betuwe en in andere Europese landen zoals Duitsland en Engeland. De volgorde van de gebeurtenissen was:
1. Men blies op een hoorn en/of trommelde. Dit was het startsein voor het charivari en iedereen verzamelde zich.
2. Onder veel lawaai en ketelmuziek gingen de deelnemers naar het huis van hun slachtoffer(s).
3. Deze bond men een touw om het middel, een overspelig stel werd aan elkaar vastgebonden. Soms werden de slachtoffers uitgekleed; in de achttiende eeuw was men op het Brabantse platteland nog niet zo preuts. Onder begeleiding van ketelmuziek of hoorngeblaas werd hij, zij of het stel door het dorp of zelfs door verschillende dorpen gesleept (als een beer) en daarbij met knuppels geslagen.
4. Tot slot werden de slachtoffers door een rivier of een modderpoel gesleept, soms net zo lang tot ze (haast) verdronken.

### Tafelen
Tafelen of toffelen was in Noord-Brabant een wijdverbreid gebruik vooral in de Meierij, maar het kwam ook in Vlaanderen en Gelderland voor. Het gebruik werd voor het eerst beschreven in 1765. Deze charivari werd gegeven als:
- Een van de partners na de verloving (waarbij een huwelijksbelofte werd gedaan) opeens niet meer wilde trouwen. In de achttiende en negentiende eeuw werden bijna alleen vrouwen getafeld, alleen hun werd het verbreken van de huwelijksbelofte blijkbaar kwalijk genomen. In de twintigste eeuw werden ook mannen getoffeld als die niet meer wilden trouwen of als ze een vrouw zwanger hadden gemaakt en haar daarna lieten zitten.

De volgorde van de gebeurtenissen was als volgt:
- Op verschillende plaatsen in het dorp werd op hoorns geblazen.
- Het volk haalde ergens een tafel (in latere tijden: karren), emmers, ketels of kuipen en een slijpsteen weg.
- Op de tafel of de kar zetten ze de slijpsteen en (vanaf de achttiende eeuw) werd op die slijpsteen een stinkend, halfvergaan kadaver gelegd.
- De deelnemers aan het charivari gingen in optocht en met ketelmuziek naar het huis van hun slachtoffer.
- Soms werden er twee stropoppen, die het paar moesten voorstellen, meegenomen. Deze werden voor het huis van het slachtoffer in een boom gezet of op het dak.
- De tafel of de karren werden tegen het huis van het slachtoffer gezet benevens hekken, emmers, palen en kachelpijpen. Meestal werd de ingang gebarricadeerd.
- In de kuipen en emmers lagen menselijk uitwerpselen (drek) die men uit een secreet of uit het riool had meegenomen.
- Onder het zingen van hekeldichten, met ketelmuziek en geschreeuw werden de spullen rond het huis en het huis zelf besmeurd met drek. In de twintigste eeuw werden er ook kafmolens meegenomen en werd zo veel mogelijk kaf (afvalproduct van graan) in het huis van het slachtoffer gedraaid.
- Soms werden er ook vernielingen aangericht en werden de bewoners mishandeld.
- Op het einde van het charivari werden de stropoppen soms verbrand of begraven.

### Quanselbier, buxenbier, schieten en wittebrood
Quanselbier, rij- dans- dons- of balbier was het gratis bier dat een paar geacht werd aan de jongemannen van de gemeenschap te geven bij hun verloving en huwelijk. Buxenbier, boksen- boxem- buxem- of schootbier was het gratis bier dat een paar geacht werd aan die jongemannen van de gemeenschap te geven die bij hun verloving of huwelijk een eresaluut gaven met pistolen en geweren. De jongelui schoten graag onverwachts vlak bij en achter het paar. Ze probeerden vooral de bruid los te schieten (aan het schrikken te maken). Soms weigerde het paar deze traktatie uit gierigheid, waarna de jongeren het paar een charivari met ketelmuziek kwamen geven en pas weggingen nadat ze geld hadden gekregen dat ze daarna in de kroeg gingen opdrinken.
Al rond 1656 hadden de Staten-Generaal van de Nederlanden het verstrekken van quansel- en buxenbier verboden op straffe van een fikse boete. Ook het schieten was aan banden gelegd. Het duurde echter tot na circa 1820 voordat de lagere autoriteiten deze verboden gingen uitvoeren. Ook het paar dat (vrijwillig of gedwongen) aan deze gebruiken meewerkte werd toen beboet. Dit soort maatregelen leidde soms tot agressieve charivari’s tegen de gezagsdragers.
De jonge vrouwen uit de gemeenschap hielpen voor het huwelijk de bruid om het huis schoon te maken. In ruil daarvoor hoorden ze op koffie en wittebrood te worden getrakteerd: de zogenaamde scheutelkesvisite of het wiesfeest. De buurvrouwen namen zelf kopjes mee en gooiden die na afloop kapot. Werd hen deze traktatie geweigerd, dan konden ze voor straf ketelmuziek komen maken en zelfs het pas schoongemaakte huis vol poep smeren. Een charivari bij een traktatieweigering werd in een milde vorm nog in 1958 in Geldrop gegeven.

### Carnaval
Al vanaf de Late Middeleeuwen waren er tijdens het carnaval meer charivari’s dan anders. Ook in Frankrijk en andere landen werden juist dan de hoorndragers (bedrogen mannen), mannen die hun vrouwen mishandelden, mannen die bij hun vrouw onder de plak zaten en andere overtreders van de sociale normen in optocht met ketelmuziek door de stad gevoerd. Groepen mannen maakten in de periode voor het carnaval een carnavalswagen, terwijl iemand anders portretten schilderde van straatmadeliefjes of van vrouwen die in de fout waren gegaan. Weer iemand anders dichtte spotliederen (vaak op al bestaande melodieën). Tijdens het carnaval waren de mannen gemaskerd. Ze trokken van herberg naar herberg, voerden daar een toneelstukje op en zongen het spotlied waarbij de schilderingen als illustratie getoond werden.
In 1811 werd in 's-Hertogenbosch een hooggeplaatste vrouw die er twee minnaars opna hield op deze manier bespot. Waarschijnlijk omdat deze vrouw Fransgezind was, gaven de autoriteiten toestemming voor dit carnavalscharivari en lieten de tocht zelfs begeleiden door hellebaardiers. Hierdoor konden anti-Franse sentimenten van het volk een uitweg vinden. Toen de Fransen eenmaal begrepen wat er aan de hand was, was de hele zaak al voorbij. Ook tijdens de carnavalscharivari's werden reputaties gebroken, hetgeen soms leidde tot juridische wraakacties van de getroffenen.

## Synoniemen
Het in Frankrijk gebruikte woord charivari is het meest bekende woord voor dit verschijnsel. Dit komt voornamelijk omdat er in Frankrijk voor het eerst onderzoek naar is gedaan.
- In Duitsland sprak men van Katzenmusik, Tierjagen en Haberfeldtreiben.
- In Engeland van rough music, riding the stang (omdat de boosdoener schrijlings op een boomstammetje werd gezet dat vervolgens op de schouders van de menigte werd rondgedragen)[8] en skimmington.
- In Spanje van cencerrada.
- In Italië van onder andere scampanata.
- In Nederland van ketelmuziek en nog vele andere namen.
- In Vlaanderen bestonden wel twintig verschillende benamingen voor charivari.

De term volksgericht is een minder correct synoniem voor charivari omdat een volksgericht uitsluitend op bestraffing is gericht en niet op bespotting.

De term ketelmuziek is ook geen correct synoniem, want er werden veel charivari's uitgevoerd zonder ketelmuziek.